# سسیل براون
سیسیل براون (Cecil Brown)‏ (۹ اکتبر ۱۸۵۰–۶ مارس ۱۹۱۷)، وکیل، سیاستمدار، بازرگان و بانکدار آمریکایی در پادشاهی جزایر هاوایی، جمهوری هاوائی و قلمروی هاوائی بود. براون عضو مجلس نمایندگان پادشاهی جزایر هاوایی، معاون دادستانی کل و دادستان کل بود. وی در شورای مشورتی دولت موقت هاوایی، شورای دولت جمهوری هاوائی و مجلس سنای جمهوری هاوائی و قلمروی هاوائی خدمت کرد. براون سرمایه‌گذاری‌های متنوعی انجام داد و رئیس و کارمند چندین کارخانه قند و شکر و پس از توسعهٔ خدمات در جزایر هاوائی، معاون شرکت زنگ و هاواین تلکام بود. بروان رئیس مؤسس نخستین بانک ملی ایالات متحده در هاوائی نیز بود.

## پیشینه
براون در شهرستان وایلوا هاوائی در خانوادهٔ توماس و مری آن (رودز) براون که در سال ۱۸۴۴ از انگلستان به جزایر هاوائی نقل مکان نمودند، متولد شد. براون پنجمین برادر از جملهٔ شش خواهر و برادر (که از نوزادی جان سالم بدر برده بودند) بود که دو نفر دیگر آن‌ها نیز در سیاست هاوائی دخیل بودند: گادفری (وزیر امور خارجه و سپس وزیر مالیه پادشاهی هاوائی) و فرانک (عضو مجلس نمایندگان هاوائی). براون در ۱۱ ماه اوت سال ۱۸۹۷ با مری کی. ماینر دیکسون (بیوه منزیس دیکسون) ازدواج کرد. آن‌ها هیچ فرزندی از همدیگر نداشتند. مری کی. ماینر دیکسون در ۱۲ سپتامبر سال ۱۹۰۷ فوت نمود.

### خانواده
توماس و مری آن (رودز) براون، قبل از ترک انگلستان به مقصد اقلیم گرمتر جزایر هاوائی در سال ۱۸۴۴، چهار فرزند داشتند (آرتر، گادفری، آلیس و فرانک). لئوس (که در نوزادی فوت کرد)، سیسل و مالکلوم در هاوایی متولد شدند. در سال ۱۸۵۳ تمامی خانواده {هاوائی} را به مقصد بوستون ترک کردند تا آتر، گادفری و فرانک وارد مدرسه شوند. باقی اعضای خانواده براون در اخیر سال ۱۸۵۵ به هاوائی برگشتند.

### اوایل زندگی
سیسل را والدینش در خانه درس دادند و توسط خاله‌اش سارا رودز وان پستر آموزش داده شد. وی در مدرسهٔ گرامر کلیسای جامع و سپس در مدرسهٔ پوناهو درس خواند. در ماه دسامبر سال ۱۸۶۶، براون شهر هونولولو را به مقصد ایالات متحده ترک کرد و در دانشکدهٔ حقوق کلمبا (واشینگتن دی. سی) ثبت نام کرد. در ماه ژوئن سال ۱۸۷۱‏ با کسب مدرک ممتاز فارغ شد و به نیویورک سیتی رفت (۱۸۷۱–۱۸۷۴) و در آنجا ا توسط شرکت حقوقی اورتس، ساوتمید و چوت به کار گماشته شد. براون در سال ۱۸۷۴ به سانفرانسیسکو نقل مکان کرد و سپس به شهر هونولولو رفت.
براون اندکی پس از برگشت به هاوائی، در ۲۸ ژانویه سال ۱۸۷۵ مجوز وکالت در دادگاه عالی پادشاهی هاوائی را بدست آورد.‏ ۲۷ ژوئیه ۱۸۷۵ توسط پادشاه کالاکائوآ در دفتر اسناد رسمی در اوآهو منصوب شد. با بنیادگذاری دفتر خصوصی وکالت تا پایان سال ۱۸۷۵ در دادگاه حوزوی و تا سال ۱۸۷۶ در دادگاه عالی پادشاهی هاوائی وکالت می‌کرد. براون علیرغم حرفه‌های سیاسی و بازرگانی آیندهٔ خود، در طول زندگی خود به وکالت خصوصی (عمدتاً در بخش رسیدگی به امور ماترک و قیمومیت) ادامه داد. براون حداقل در هشت مورد بین سال‌های ۱۸۹۳ و ۱۹۰۱، به‌عنوان قاضی سرپرست در کرسی دادگاه عالی هاوائی تکیه زد.

## حرفهٔ سیاسی

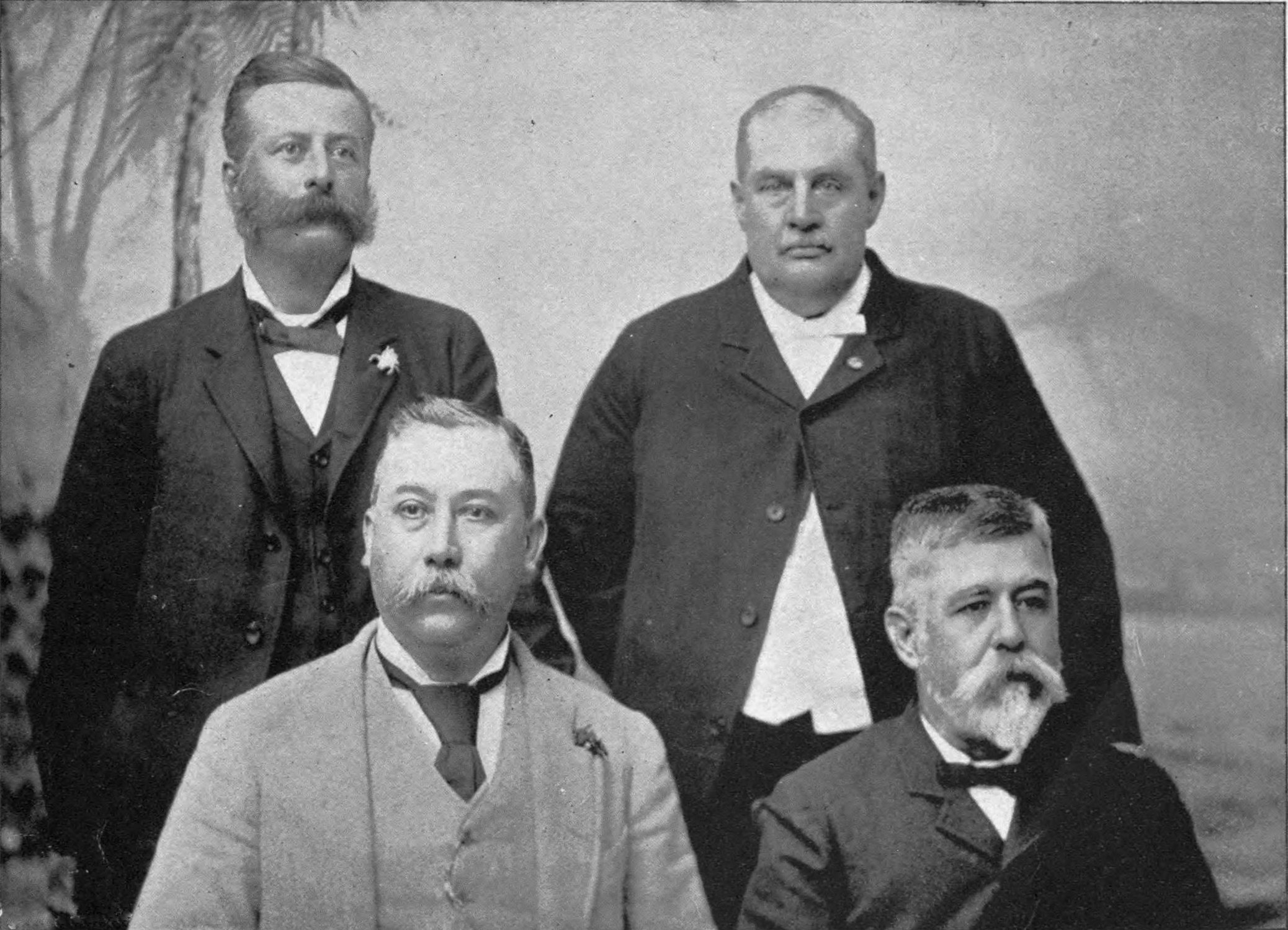
کابینه پادشاهی هاوایی در سال ۱۸۹۲

زندگی سیاسی سیسیل براون تقریباً ۴۰ سال (۱۸۷۶–۱۹۱۳) را دربر گرفت. براون در دورهٔ چهار قانون اساسی پادشاهی هاوائی قبل از انضمام با ایالات متحده، قانون اساسی سال ۱۸۴۰، ۱۸۵۲، ۱۸۶۴، و ۱۸۸۷، و قانون اساسی جمهوری هاوائی (براون یکی از تدوین کنندگان آن بود) که در ۴ ژوئیه سال ۱۸۹۴ تصویب شد، درگیر سیاست بود. سه قاون اساسی اخیر (قانون اساسی سال‌های ۱۸۶۴، ۱۸۸۷ و ۱۸۹۴)، هریک در یک مقطع زمانی در جریان حرفهٔ سیسیل براون در خدمات عمومی، نافذ بودند.

### پادشاهی هاوائی
وکیل ساموئل کاماکائو، در ۵ ماه سپتامبر سال ۱۸۷۶ در زمان تصدی درگذشت. یک انتخابات ویژهٔ در ۱۸ سپتامبر سال ۱۸۷۶ به‌منظور پر کردن دورهٔ باقی‌مانده وی برگزار شد و براون در کرسی وی انتخاب شد. براون در تلاش خود برای انتخاب مجدد در ماه فوریه سال ۱۸۷۸ رقابت تنگاتنگ انجام داد اما شکست خورد.
براون در ماه ژوئیه سال ۱۸۷۸ محرر دادستانی کل منصوب شد و در ماه نوامبر همان سال در اطلاعیه‌های حقوقی منتشر شده در روزنامه‌های محلی از وی به‌عنوان معاون دادستانی کل یاد شده بود. نام وی در کتاب راهنمای پادشاهی سال ۱۸۸۰، به عنوان معاون دادستانی کل ثبت بود و این نخستین بار بود که این عنوان در یک کتاب راهنمای رسمی استفاده شده بود.
براون در چندین منصب دولتی اجرای وظیفه کرد. علاوه بر سمت دفتر اسناد رسمی، در سال ۱۸۷۷ در هیئت سه نفرهٔ ارزیابی املاک و در سال ۱۸۷۹ من‌عنوان نمایندهٔ اخذ تأییدی در اسناد منصوب شد. وی بعدها به پیروی از قانون اساسی سال ۱۸۸۷‏ پادشاهی هاوائی از هر سه سمت استعفا کرد.
در ماه فوریه ۱۸۸۴، سیسیل براون (همراه با برادرانش گادفری، و فرانک) در مجلس مقننهٔ مجلس نمایندگان انتخاب شدند. سیسل نخستین لایحهٔ اجلاس تقنینی بنام «قانون ترکیه» را طرح، تصویب و به قانون تبدیل کرد. براون در سال ۱۸۸۶‏ و ۱۸۸۸‏ مجدداً انتخاب شد و در سال ۱۸۹۰ رئیس کمیتهٔ قضائی تعیین شد.
براون هنگامی‌که تصمیم داشت برای کرسی خالی در مجلس اعیان کاندید شود، در ماه نوامبر سال ۱۸۹۲ در کابینهٔ جدیدالتشکیل ملکه لیلی‌اوکالانی، دادستان کل پادشاهی هاوائی منصوب شد. در ۱۲ ماه ژانویه سال ۱۸۹۳،‏ کابینه مذکور منحل شد و در ۱۷ ماه ژانویه پادشاهی هاوائی در نتیجهٔ یک کوتا سرنگون شد.

### دولت موقت هاوائی
دولت موقت هاوائی یک شواری مشورتی تشکیل داد و اختیارات قانونی برای این شورا واگذار گرد. براون در ۲۵ ماه ژانویه ۱۸۹۳‏ پس از رد سمت دادستانی کل که در ۱۶ ژانویه در شام قبل از سرنگونی پادشاهی به آن منصوب شده بود، در این شورا انتخاب شد. در ۲۰ ماه مارس سال ۱۸۹۳، عالی‌رتبه کمیتهٔ سه نفره بازنگری کُد جزای هاوائی تعیین شد و رئیس کمیتهٔ قضائی منصوب شد. فرمان تقنینی فراخوان کنوانسیون قانون اساسی (که براوان در آن نماینده بود) در ۱۵ ماه مارس سال ۱۸۹۴ تصویب شد و این کنوانسیون از ۳۰ ماه مه تا ۳ ژوئیه سال ۱۸۹۴ تشکیل گردید. براون از جملهٔ یکی از امضا کنندگان قانون اساسی سال ۱۸۹۴ جمهوری جدیدالتشکیل هاوائی بود.

### جمهوری هاوائی
براون در ۲۵ اکتبر سال ۱۸۹۴‏ از شورای مشورتی استعفا کرد و کاندید عضویت در مجلس سنا شد. در ماه نوامبر سال ۱۸۹۴‏ در مجلس سنا انتخاب شد و تا سال ۱۹۰۴ پیوسته در این مجلس خدمت کرد.

## ارجاعات
1. ↑  Thrum 1887, p. 91.
2. ↑  Thrum 1890, p. 161.
3. ↑  "Frank Brown is Dead". The Hawaiian Star. January 20, 1902. p. 1. Retrieved February 18, 2016 – via Newspapers.com.
4. ↑  Brown 1918, p. 69.
5. ↑  "Mrs. Cecil Brown Passes Away". The Hawaiian Star. September 13, 1907. p. 6. Retrieved February 22, 2016 – via Newspapers.com.
6. ↑  Brown 1918, p. 18.
7. ↑  Kanahele, George S. (1999). Emma: Hawaii's Remarkable Queen. University of Hawaii Press. p. 41. ISBN 0-8248-2234-X.
8. 1 2  Brown 1918, p. 67.
9. 1 2  Nellist 1925, p. 70.
10. 1 2 3  Brown 1918, p. 68.
11. ↑  "List of Names of the Lawyers who are Approved…". Ka Nupepa Kuokoa (به هاوایی). December 26, 1885. p. 2 – via nupepa-hawaii. {{cite news}}: External link in |via= (help)
12. ↑  "Audience at the Palace". The Hawaiian Gazette. August 4, 1875. p. 2. Retrieved February 18, 2016 – via Newspapers.com.
13. ↑  "Third Judicial Circuit – November Term 1875". The Hawaiian Gazette. November 17, 1875. p. 2. Retrieved March 8, 2016 – via Newspapers.com.
14. ↑  "Supreme Court". The Hawaiian Gazette. September 22, 1876. p. 3. Retrieved March 8, 2016 – via Newspapers.com.
15. ↑  "Inspectors of Election". The Hawaiian Gazette. September 13, 1876. p. 3. Retrieved March 8, 2016 – via Newspapers.com.
16. ↑  Lydecker 1918, p. 136.
17. ↑  "Notes of the Week". The Hawaiian Gazette. July 10, 1878. p. 3. Retrieved February 18, 2016 – via Newspapers.com.
18. ↑  "Calendar". The Hawaiian Gazette. November 20, 1878. p. 2. Retrieved February 18, 2016 – via Newspapers.com.
19. ↑  Thrum 1880, p. 35.
20. ↑  "By Authority". The Hawaiian Gazette. May 23, 1877. p. 2. Retrieved February 18, 2016 – via Newspapers.com.
21. ↑  Thrum 1879, p. 35.
22. ↑  Thrum 1886b, p. 94–95.
23. ↑  Hawaiian Constitution 1887, Article 20…no member of the Legislature shall, during the time for which he is elected, be appointed to any civil office under the Government, except that of a member of the Cabinet.
24. ↑  "Members of the Legislature". Evening Bulletin (Honolulu). February 11, 1884. p. 3. Retrieved February 20, 2016 – via Newspapers.com.
25. ↑  "Matters of Interest in the Legislature". Evening Bulletin (Honolulu). May 3, 1884. p. 2. Retrieved February 20, 2016 – via Newspapers.com.
26. ↑  "[Turkey Law]". Evening Bulletin (Honolulu). June 10, 1884. p. 2. Retrieved February 20, 2016 – via Newspapers.com.
27. ↑  "The Election". Daily Honolulu Press. February 4, 1886. p. 2. Retrieved February 20, 2016 – via Newspapers.com.
28. ↑  Lydecker 1918, p. 175.
29. ↑  "The President and the Chairman". Evening Bulletin (Honolulu). June 1, 1888. p. 2. Retrieved February 20, 2016 – via Newspapers.com.
30. ↑  "[Election Results – 1890]". Evening Bulletin (Honolulu). February 7, 1890. p. 3. Retrieved February 20, 2016 – via Newspapers.com.
31. ↑  "[Ad]". Evening Bulletin (Honolulu). September 30, 1892. p. 3. Retrieved February 20, 2016 – via Newspapers.com.
32. ↑  "Afternoon Session". Evening Bulletin (Honolulu). November 8, 1892. p. 3. Retrieved February 20, 2016 – via Newspapers.com.
33. ↑  "A New Cabinet". The Hawaiian Gazette. January 17, 1893. p. 11. Retrieved February 20, 2016 – via Newspapers.com.
34. 1 2  Lydecker 1918, p. 189.
35. ↑  President's Message Relating to the Hawaiian Islands, December 18, 1893. Washington: Government Printing Office. 1893. p. 577.
36. ↑  Cecil Brown [State Archives]1.
37. ↑  "[No Title]". The Hawaiian Gazette. March 28, 1893. p. 9. Retrieved February 20, 2016 – via Newspapers.com.
38. ↑  "[No Title]". The Hawaiian Gazette. April 27, 1894. p. 1. Retrieved February 20, 2016 – via Newspapers.com.
39. ↑  "Councils in Session". The Hawaiian Star. October 25, 1894. p. 3. Retrieved February 20, 2016 – via Newspapers.com.
40. ↑  "Lawmakers". Hawaii Holomua-Progress. November 6, 1894. p. 2. Retrieved February 20, 2016 – via Newspapers.com.
41. ↑  Lydecker 1918, pp. 231, 236, 239, 247–48, 263, 265–67, 269, and 271.